# Mario Pestano

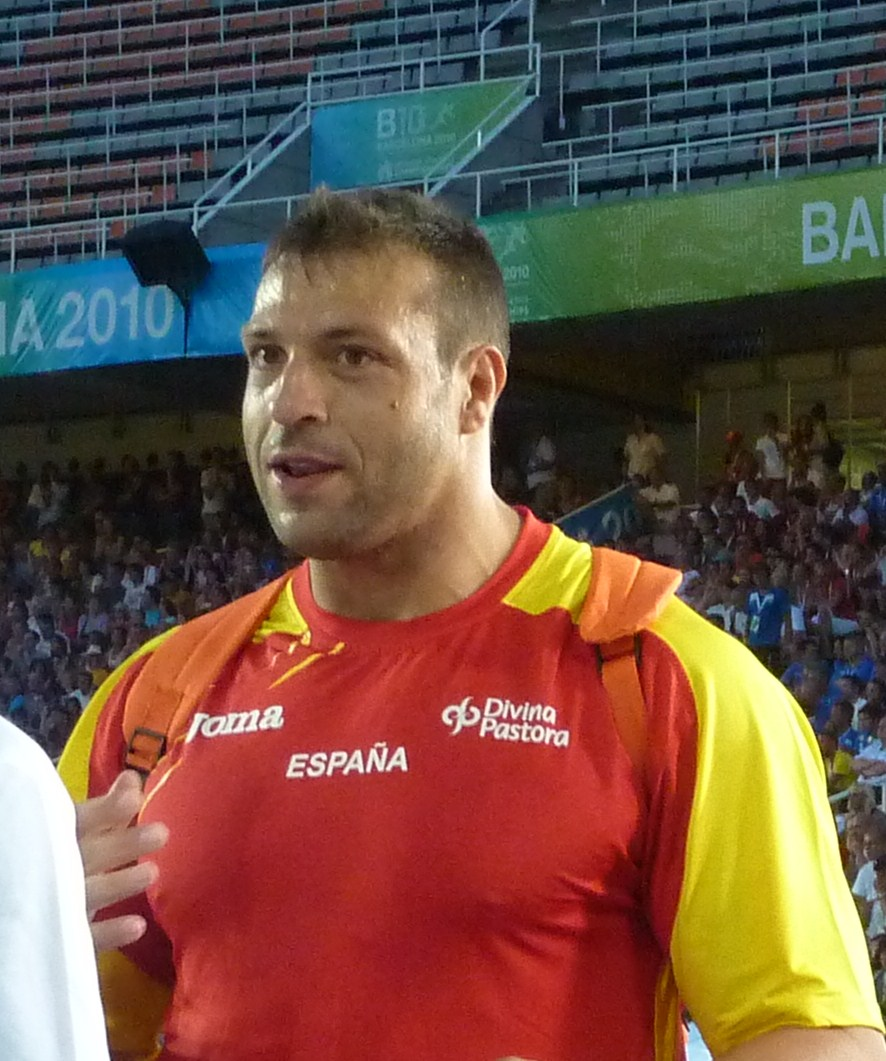
Mario Pestano bei den Leichtathletik-Europameisterschaften 2010 in Barcelona

Mario Pestano García (* 8. April 1978 in Santa Cruz de Tenerife) ist ein spanischer Leichtathlet, der sich  auf den Diskuswurf spezialisiert hat.
Pestano wurde von 2001 bis 2011 elfmal in Folge spanischer Meister im Diskuswurf. Außerdem hält er den spanischen Rekord (69,50 m) sowie den spanischen Juniorenrekord (61,73 m) in dieser Disziplin. Zu seinen größten internationalen Erfolgen zählen seine Siege beim Leichtathletik-Weltfinale 2004 in Monaco und bei den Mittelmeerspielen 2005 in Almería sowie zwei vierte Plätze bei den Leichtathletik-Europameisterschaften 2002 in München und 2006 in Göteborg.
Zwischen 1999 und 2011 nahm Pestano an sechs Weltmeisterschaften teil. Dabei erreichte er viermal das Finale mit dem achten Rang 2003 in Paris als bester Platzierung. Außerdem wurde er bei den Olympischen Spielen 2008 in Peking Neunter.
Pestano ist 1,95 m groß und wiegt 120 kg. Er startet für den C. A. Tenerife CajaCanarias und wird von Luis Lizaso trainiert.

## Bestleistungen
- Diskuswurf: 69,50 m, 27. Juli 2008, Santa Cruz de Tenerife
- Kugelstoßen: 18,64 m, 15. Juni 2002, Sanlúcar de Barrameda
  - Halle: 18,75 m, 15. Januar 2000, Saragossa